# Kim Jong-shin
Kim Jong-shin (né le 17 mai 1970) est un lutteur sud-coréen spécialiste de la lutte libre.

## Biographie
Lors des Championnats du monde, il remporte d'abord la médaille d'or des Championnats du monde de lutte 1989 puis la médaille de bronze lors des Championnats du monde de lutte 1991 dans la catégorie des moins de 48 kg. Il gagne également la médaille d'or lors des Jeux asiatiques en 1990. 
Lors des Jeux olympiques d'été de 1992, il remporte la médaille d'argent en combattant dans la catégorie des -48 kg.